# Elecciones presidenciales de Estados Unidos de 2020 en Dakota del Norte
Las elecciones presidenciales de Estados Unidos de 2020 en Dakota del Norte se llevaron a cabo el martes 3 de noviembre de 2020 como parte de las elecciones presidenciales de Estados Unidos de 2020 en las que participaron los 50 estados más el Distrito de Columbia. Los votantes de Dakota del Norte eligieron a los electores para representarlos en el Colegio Electoral a través de una votación popular, enfrentando al candidato del Partido Republicano, el actual presidente Donald Trump de Florida, y al vicepresidente Mike Pence de Indiana, compañero de fórmula, contra el candidato del Partido Demócrata, exvicepresidente Joe Biden de Delaware y su compañera de fórmula, la senadora Kamala Harris de California. Dakota del Norte tiene tres votos electorales en el Colegio Electoral.
Trump ganó en Dakota del Norte con un 65,1 % frente a un 31,7 %, un margen del 33,4 %, unos tres puntos menos que su victoria de 36 puntos en 2016. Dakota del Norte, un estado rural cubierto por las Llanuras del Medio Oeste, es uno de los estados republicanos más confiables en la nación. La última vez que votó por un demócrata fue en 1964, cuando Lyndon B. Johnson ganó con el telón de fondo de su aplastante victoria a nivel nacional. Desde 1964, el Peace Garden State ha sido competitivo en solo tres elecciones: 1976, 1996 y 2008. Algunas de las principales razones por las que este estado vota fuertemente por los republicanos incluyen a sus mayores, mayoría- Población blanca; agroindustria; y el reciente auge petrolero del estado. En las recientes elecciones presidenciales, el petróleo de esquisto de Bakken ha sido un importante impulsor del éxito conservador en el estado, ya que el auge petrolero impulsa cada vez más la economía de Dakota del Norte. El auge petrolero principal ha tenido lugar en los condados del oeste, quizás la base principal de Trump. Trump firmó órdenes ejecutivas en su primer mes en el cargo, reactivando los oleoductos Keystone y Dakota Access rechazados por la administración Obama.
Joe Biden ganó los mismos dos condados que Hillary Clinton ganó en 2016: los condados de mayoría nativa americana de Rolette y Siux, los cuales han sido bastiones demócratas durante mucho tiempo. Sin embargo, Biden solo se quedó a 2,7 puntos de ganar el condado de Cass, que tiene la ciudad más grande del estado, Fargo, en comparación con la derrota de 10,5 puntos de Clinton en 2016. Biden se convirtió en el primer demócrata en ganar la presidencia sin ganar el condado de Sargent desde Franklin D. Roosevelt en 1944 y el primero sin los condados de Benson, Ransom o Steele desde John F. Kennedy en 1960.

## Primarias

### Primarias demócratas
El Partido Demócrata-NPL de Dakota del Norte celebró una primaria el 10 de marzo de 2020.
Todos los candidatos retirados se habían retirado de la carrera mientras la votación por correo ya había comenzado.
| Primarias presidenciales del Partido Demócrata de 2020 en Dakota del Norte | Primarias presidenciales del Partido Demócrata de 2020 en Dakota del Norte | Primarias presidenciales del Partido Demócrata de 2020 en Dakota del Norte | Primarias presidenciales del Partido Demócrata de 2020 en Dakota del Norte |
| Candidato                                                                  | Votos                                                                      | %                                                                          | Delegados                                                                  |
| -------------------------------------------------------------------------- | -------------------------------------------------------------------------- | -------------------------------------------------------------------------- | -------------------------------------------------------------------------- |
| Bernie Sanders                                                             | 7682                                                                       | 52,81%                                                                     | 8                                                                          |
| Joe Biden                                                                  | 5742                                                                       | 39,47%                                                                     | 6                                                                          |
| Elizabeth Warren (retirado)                                                | 366                                                                        | 2,52%                                                                      |                                                                            |
| Amy Klobuchar (retirado)                                                   | 223                                                                        | 1,53%                                                                      |                                                                            |
| Pete Buttigieg (retirado)                                                  | 164                                                                        | 1,13%                                                                      |                                                                            |
| Michael Bloomberg (retirado)                                               | 113                                                                        | 0,78%                                                                      |                                                                            |
| Tulsi Gabbard                                                              | 89                                                                         | 0,61%                                                                      |                                                                            |
| Andrew Yang (retirado)                                                     | 20                                                                         | 0,14%                                                                      |                                                                            |
| Tom Steyer (retirado)                                                      | 6                                                                          | 0,04%                                                                      |                                                                            |
| Michael Bennet (retirado)                                                  | 3                                                                          | 0,02%                                                                      |                                                                            |
| John Delaney (retirado)                                                    | 3                                                                          | 0,02%                                                                      |                                                                            |
| Deval Patrick (retirado)                                                   | 2                                                                          | 0,01%                                                                      |                                                                            |
| Votos sin firma/Sobrevotos/Votos en blanco                                 | 133                                                                        | 0,91%                                                                      |                                                                            |
| Total                                                                      | 14 546                                                                     | 100%                                                                       | 14                                                                         |

### Primarias republicanas
El Partido Republicano de Dakota del Norte celebró un caucus no vinculante en la estación de bomberos el 10 de marzo de 2020, con el actual presidente Donald Trump sin oposición.
Luego, el partido seleccionará formalmente a sus 29 delegados de la Convención Nacional Republicana, sin comprometerse con ningún candidato en particular en la convención estatal del partido. La convención estatal del partido estaba originalmente programada para el 27 y 29 de marzo, pero finalmente se canceló debido a las preocupaciones sobre la pandemia de COVID-19.

### Candidato libertario
- Jo Jorgensen, profesor titular de psicología en la Universidad Clemson.

## Elección general

### Predicciones finales
| Fuente                    | Clasificación |
| ------------------------- | ------------- |
| 270towin                  | Seguro        |
| FiveThirtyEight           | Sólido        |
| ABC News                  | Sólido        |
| Sabato's Crystal Ball     | Seguro        |
| CNN                       | Sólido        |
| The Economist             | Seguro        |
| The Cook Political Report | Sólido        |
| Inside Elections          | Sólido        |
| Niskanen                  | Seguro        |
| CBS News                  | Probable      |
| NBC News                  | Sólido        |
| NPR                       | Probable      |
| RealClearPolitics         | Sólido        |
| The Politico              | Sólido        |

### Votación

#### Resumen gráfico
Las encuestas con un tamaño de muestra de <100 tienen sus entradas de tamaño de muestra marcadas en rojo para indicar una falta de confiabilidad.
Encuestas agregadas
| Fuente          | Fechas administradas                     | Fechas actualizadas    | Joe Biden (D) | Donald Trump (R) | Otro/Indeciso | Margen        |
| --------------- | ---------------------------------------- | ---------------------- | ------------- | ---------------- | ------------- | ------------- |
| 270towin        | 26 de septiembre - 17 de octubre de 2020 | 19 de octubre de 2020  | 38,0%         | 57,5%            | 4,5%          | Triunfo +19,5 |
| FiveThirtyEight | hasta el 2 de noviembre de 2020          | 3 de noviembre de 2020 | 38,7%         | 56,0%            | 5,3%          | Triunfo +17,3 |
| Promedio        | Promedio                                 | Promedio               | 38,4%         | 56,8%            | 4,8%          | Triunfo +18,4 |

Encuestas
| Fuente                                 | Fecha(s) administrada(s)               | Tamaño de la muestra | Margen de error | Donald Trump (R) | Joe Biden (D) | Jo Jorgersen (L) | Otros | Indeciso |
| -------------------------------------- | -------------------------------------- | -------------------- | --------------- | ---------------- | ------------- | ---------------- | ----- | -------- |
| SurveyMonkey/Axios                     | 20 de octubre - 2 de noviembre de 2020 | 402 (LV)             | ± 7%            | 59%              | 39%           | –                | –     | –        |
| SurveyMonkey/Axios                     | 1 al 28 de octubre de 2020             | 700 (LV)             | –               | 57%              | 42%           | –                | –     | –        |
| SurveyMonkey/Axios                     | Del 1 al 30 de septiembre de 2020      | 249 (LV)             | –               | 63%              | 34%           | –                | –     | 3%       |
| DFM Research/North Dakota Voters First | 26 al 29 de septiembre de 2020         | 460 (A)              | ± 4,6%          | 51%              | 37%           | –                | 4%    | 7%       |
| DFM Research/North Dakota Voters First | 12 al 16 de septiembre de 2020         | 500 (LV)             | ± 4,5%          | 56%              | 37%           | –                | 3     | 4%       |
| SurveyMonkey/Axios                     | 1 al 31 de agosto de 2020              | 269 (LV)             | –               | 66%              | 32%           | –                | –     | 2%       |
| SurveyMonkey/Axios                     | 1 al 31 de julio de 2020               | 261 (LV)             | –               | 63%              | 36%           | –                | –     | 1%       |
| SurveyMonkey/Axios                     | 8 al 30 de junio de 2020               | 88 (LV)              | –               | 71%              | 28%           | –                | –     | 1%       |
| DFM Research                           | 3 al 5 de marzo de 2020                | 400 (LV)             | ± 4,9%          | 55%              | 38%           | –                | 2%    | 5%       |
| DFM Research                           | 28 de enero - 1 de febrero de 2020     | 600 (A)              | ± 4,0%          | 59%              | 34%           | –                | 2%    | 5%       |
| 1892 Polling/Doug Burgum               | 15 al 17 de julio de 2019              | 500 (LV)             | ± 4,4%          | 60%              | 34%           | –                | –     | –        |
| DFM Research                           | 14 al 18 de mayo de 2019               | 400 (A)              | ± 4,9%          | 54%              | 39%           | –                | 2%    | 5%       |

| Fuente       | Fecha(s) administrada(s)           | Tamaño de la muestra | Margen de error | Donald Trump (R) | Michael Bloomberg (D) | Otro | Indeciso |
| ------------ | ---------------------------------- | -------------------- | --------------- | ---------------- | --------------------- | ---- | -------- |
| DFM Research | 28 de enero – 1 de febrero de 2020 | 600 (A)              | ± 4,0%          | 59%              | 32%                   | 1%   | 7%       |

| Fuente       | Fecha(s) administrada(s)           | Tamaño de la muestra | Margen de error | Donald Trump (R) | Pete Buttigieg (D) | Otro | Indeciso |
| ------------ | ---------------------------------- | -------------------- | --------------- | ---------------- | ------------------ | ---- | -------- |
| DFM Research | 28 de enero – 1 de febrero de 2020 | 600 (A)              | ± 4,0%          | 59%              | 31%                | 2%   | 8%       |

| Fuente       | Fecha(s) administrada(s)           | Tamaño de la muestra | Margen de error | Donald Trump (R) | Amy Klobuchar (D) | Otro | Indeciso |
| ------------ | ---------------------------------- | -------------------- | --------------- | ---------------- | ----------------- | ---- | -------- |
| DFM Research | 28 de enero – 1 de febrero de 2020 | 600 (A)              | ± 4,0%          | 59%              | 33%               | 1%   | 7%       |

| Fuente       | Fecha(s) administrada(s)           | Tamaño de la muestra | Margen de error | Donald Trump (R) | Bernie Sanders (D) | Otro | Indeciso |
| ------------ | ---------------------------------- | -------------------- | --------------- | ---------------- | ------------------ | ---- | -------- |
| DFM Research | 3 al 5 de marzo de 2020            | 400 (LV)             | ± 4,9%          | 58%              | 33%                | 4%   | 4%       |
| DFM Research | 28 de enero – 1 de febrero de 2020 | 600 (A)              | ± 4,0%          | 61%              | 32%                | 1%   | 5%       |

| Fuente          | Fecha(s) administrada(s)           | Tamaño de la muestra | Margen de error | Donald Trump (R) | Isabel Warren (D) | Otro | Indeciso |
| --------------- | ---------------------------------- | -------------------- | --------------- | ---------------- | ----------------- | ---- | -------- |
| DFM Research    | 28 de enero – 1 de febrero de 2020 | 600 (A)              | ± 4,0%          | 62%              | 31%               | 2%   | 6%       |
| Zogby Analytics | 17 al 23 de agosto de 2017         | 403 (LV)             | ± 4,9%          | 47%              | 36%               | –    | 17%      |

### Listas electorales
Estas listas de electores fueron nominadas por cada partido para votar en el Colegio Electoral en caso de que su candidato ganara el estado:
| Donald Trump y Mike Pence (R)               | Joe Biden y Kamala Harris (D)                | Jo Jorgensen y Spike Cohen (L)                |
| ------------------------------------------- | -------------------------------------------- | --------------------------------------------- |
| Sandy J. Boehler Ray Holmberg Robert Wefald | Heidi Heitkamp Bernice Knutson Warren Larson | Dustin Gawrylow Martin J. Riske Dylan Stuckey |

### Resultados
| Partido                 | Partido                 | Candidato               | Votos   | %      | ±%     |
| ----------------------- | ----------------------- | ----------------------- | ------- | ------ | ------ |
|                         | Republicano             | Donald Trump            | 235 751 | 65,12% | +2,16% |
|                         | Demócrata               | Joe Biden               | 115 042 | 31,78% | +4,55% |
|                         | Libertario              | Jo Jorgensen            | 9371    | 2,59%  | -3,63% |
| Voto por otros partidos | Voto por otros partidos | Voto por otros partidos | 1860    | 0,51%  | -1,35% |
|                         |                         | Votos totales           | 362 024 | 100%   |        |

#### Resultados por condado
| Condado       | Donald Trump (R) | Donald Trump (R) | Joe Biden (D) | Joe Biden (D) | Jo Jorgensen (L) | Jo Jorgensen (L) | Otros candidatos | Otros candidatos | Votos totales |
| Condado       | %                | #                | %             | #             | %                | #                | %                | #                | Votos totales |
| ------------- | ---------------- | ---------------- | ------------- | ------------- | ---------------- | ---------------- | ---------------- | ---------------- | ------------- |
| Steele        | 59,93%           | 652              | 36,03%        | 392           | 3,49%            | 38               | 0,55%            | 6                | 1,088         |
| Adams         | 77,30%           | 981              | 20,33%        | 258           | 2,36%            | 30               | 0,00%            | 0                | 1,269         |
| Foster        | 76,60%           | 1362             | 20,98%        | 373           | 1,86%            | 33               | 0,56%            | 10               | 1778          |
| Bowman        | 84,19%           | 1395             | 13,76%        | 228           | 1,81%            | 30               | 0,24%            | 4                | 1657          |
| Pierce        | 74,48%           | 1585             | 23,36%        | 497           | 1,79%            | 38               | 0,38%            | 8                | 2128          |
| Barnes        | 64,12%           | 3568             | 32,70%        | 1820          | 2,89%            | 161              | 0,29%            | 16               | 5565          |
| Benson        | 55,79%           | 1094             | 41,92%        | 822           | 1,99%            | 39               | 0,31%            | 6                | 1961          |
| Grand Forks   | 54,85%           | 16 987           | 41,59%        | 12 880        | 2,82%            | 874              | 0,74%            | 229              | 30 970        |
| Bottineau     | 74,19%           | 2575             | 23,65%        | 821           | 1,87%            | 65               | 0,29%            | 10               | 3471          |
| Kidder        | 83,22%           | 1215             | 15,14%        | 221           | 1,51%            | 22               | 0,14%            | 2                | 1460          |
| Burke         | 86,06%           | 994              | 11,86%        | 137           | 1,73%            | 20               | 0,35%            | 4                | 1155          |
| Burleigh      | 68,46%           | 34 744           | 28,27%        | 14 348        | 2,70%            | 1368             | 0,58%            | 293              | 50 753        |
| Cavalier      | 74,21%           | 1499             | 23,47%        | 474           | 1,98%            | 40               | 0,35%            | 7                | 2020          |
| Cass          | 49,51%           | 42 793           | 46,86%        | 40 505        | 2,90%            | 2509             | 0,73%            | 631              | 86 438        |
| Divide        | 75,21%           | 904              | 22,05%        | 265           | 2,50%            | 30               | 0,25%            | 3                | 1202          |
| Dunn          | 83,45%           | 1,951            | 14,63%        | 342           | 1,67%            | 39               | 0,26%            | 6                | 2338          |
| Emmons        | 86,51%           | 1738             | 11,80%        | 237           | 1,34%            | 27               | 0,35%            | 7                | 2009          |
| Billings      | 85,20%           | 541              | 11,34%        | 72            | 3,31%            | 21               | 0,16%            | 1                | 635           |
| Griggs        | 72,56%           | 907              | 24,64%        | 308           | 2,72%            | 34               | 0,08%            | 1                | 1250          |
| Hettinger     | 83,16%           | 1091             | 14,94%        | 196           | 1,75%            | 23               | 0,15%            | 2                | 1312          |
| LaMoure       | 74,13%           | 1645             | 23,75%        | 527           | 1,98%            | 44               | 0,14%            | 3                | 2219          |
| Logan         | 86,43%           | 930              | 11,90%        | 128           | 1,30%            | 14               | 0,37%            | 4                | 1076          |
| McHenry       | 78,72%           | 2364             | 18,78%        | 564           | 2,26%            | 68               | 0,23%            | 7                | 3003          |
| McIntosh      | 79,24%           | 1153             | 17,94%        | 261           | 2,06%            | 30               | 0,76%            | 11               | 1455          |
| McKenzie      | 82,71%           | 4482             | 15,02%        | 814           | 2,03%            | 110              | 0,24%            | 13               | 5419          |
| McLean        | 75,83%           | 4198             | 22,22%        | 1230          | 1,73%            | 96               | 0,22%            | 12               | 5536          |
| Mercer        | 82,48%           | 3856             | 15,06%        | 704           | 2,18%            | 102              | 0,28%            | 13               | 4675          |
| Morton        | 73,67%           | 12 243           | 23,30%        | 3872          | 2,60%            | 432              | 0,43%            | 72               | 16 619        |
| Nelson        | 64,21%           | 1141             | 32,98%        | 586           | 2,42%            | 43               | 0,39%            | 7                | 1777          |
| Oliver        | 86,12%           | 918              | 12,10%        | 129           | 1,69%            | 18               | 0,09%            | 1                | 1066          |
| Grant         | 82,91%           | 1145             | 14,99%        | 207           | 2,03%            | 28               | 0,07%            | 1                | 1381          |
| Ward          | 70,71%           | 19 974           | 25,82%        | 7293          | 2,99%            | 845              | 0,47%            | 134              | 28 246        |
| Rolette       | 33,04%           | 1257             | 65,25%        | 2482          | 1,58%            | 60               | 0,13%            | 5                | 3804          |
| Dickey        | 71,86%           | 1742             | 25,08%        | 608           | 2,60%            | 63               | 0,45%            | 11               | 2424          |
| Pembina       | 73,85%           | 2460             | 23,60%        | 786           | 1,98%            | 66               | 0,57%            | 19               | 3331          |
| Slope         | 89,00%           | 380              | 10,30%        | 44            | 0,47%            | 2                | 0,23%            | 1                | 427           |
| Wells         | 79,74%           | 1893             | 18,62%        | 442           | 1,35%            | 32               | 0,29%            | 7                | 2374          |
| Towner        | 70,70%           | 830              | 27,00%        | 317           | 2,13%            | 25               | 0,17%            | 2                | 1174          |
| Ramsey        | 66,59%           | 3577             | 30,51%        | 1639          | 2,38%            | 128              | 0,52%            | 28               | 5372          |
| Eddy          | 67,72%           | 854              | 30,37%        | 383           | 1,74%            | 22               | 0,16%            | 2                | 1261          |
| Renville      | 80,74%           | 1065             | 16,68%        | 220           | 2,43%            | 32               | 0,15%            | 2                | 1319          |
| Ransom        | 57,78%           | 1418             | 38,51%        | 945           | 3,50%            | 86               | 0,20%            | 5                | 2454          |
| Richland      | 64,93%           | 5072             | 32,13%        | 2510          | 2,44%            | 191              | 0,50%            | 39               | 7812          |
| Mountrail     | 67,80%           | 2824             | 30,16%        | 1256          | 1,80%            | 75               | 0,24%            | 10               | 4165          |
| Stark         | 80,47%           | 12 110           | 16,60%        | 2499          | 2,63%            | 396              | 0,30%            | 45               | 15 050        |
| Sargent       | 61,16%           | 1266             | 35,65%        | 738           | 3,00%            | 62               | 0,19%            | 4                | 2070          |
| Traill        | 60,98%           | 2 522            | 36,10%        | 1493          | 2,66%            | 110              | 0,27%            | 11               | 4136          |
| Sheridan      | 84,73%           | 688              | 12,81%        | 104           | 1,97%            | 16               | 0,49%            | 4                | 812           |
| Sioux         | 21,75%           | 258              | 67,79%        | 804           | 4,05%            | 48               | 6,41%            | 76               | 1186          |
| Stutsman      | 70,23%           | 6994             | 26,87%        | 2,676         | 2,50%            | 249              | 0,40%            | 40               | 9959          |
| Golden Valley | 84,89%           | 871              | 13,35%        | 137           | 1,56%            | 16               | 0,19%            | 2                | 1026          |
| Walsh         | 69,50%           | 3324             | 27,87%        | 1333          | 1,99%            | 95               | 0,65%            | 31               | 4783          |
| Williams      | 81,90%           | 11 739           | 15,13%        | 2169          | 2,53%            | 362              | 0,45%            | 64               | 14 334        |

## Otras lecturas
- Summary: State Laws on Presidential Electors (PDF). Washington D.C.: Asociación Nacional de Secretarios de Estado. agosto de 2020.